# Хоупдејл (Илиноис)
Хоупдејл (енгл. Hopedale) град је у америчкој савезној држави Илиноис.

## Демографија
По попису из 2010. године број становника је 865, што је 64 (-6,9%) становника мање него 2000. године.
| Група             | 2000.       | 2010.       |
| Белци             | 926 (99,7%) | 849 (98,2%) |
| Афроамериканци    | 0 (0,0%)    | 1 (0,1%)    |
| Азијати           | 0 (0,0%)    | 0 (0,0%)    |
| Хиспаноамериканци | 1 (0,1%)    | 6 (0,7%)    |
| Укупно            | 929         | 865         |